# IStumbler
iStumbler ist eine macOS-Software zum Finden von Netzwerkverbindungen über Apples WLAN-Standard AirPort, Bluetooth oder das Bonjour-Netzwerk.
Die Software scannt in einem vom Benutzer einstellbaren Zeitintervall die verfügbaren Netze und stellt diese mit deren Basisdaten (Netzwerkname, Verschlüsselung, Signalstärke, MAC-Adresse etc.) im Programmfenster dar. Ist Growl installiert, wird bei einem Fund eine Growl-Meldung angezeigt.
Da bis zur Mac-OS-Version 10.4 (Tiger) im Netzwerk-Auswahlfenster von AirPort keinerlei Basisdaten über Verschlüsselung der einzelnen Netzwerke angezeigt wurden und das Finden von ungesicherten Netzwerken eine Frage des Zufalls war, stellte iStumbler damals eine Alternative für viele Mac-Nutzer dar.